# Малинин, Виктор Арсеньевич
Виктор Арсеньевич Малинин (1 мая 1921, Тверь — 21 августа 1999, Москва) — советский и российский историк и философ в области русской и европейской философии, доктор и профессор философских наук. Работал в Институте философии АН СССР, заведующий кафедрой философии РУДН.

## Биография
Родился 1 мая 1921 года в городе Тверь. Учился в МИФЛИ (Московский институт философии, литературы и истории) с 1939 года. Участвовал в ВОВ. После войны окончил философский факультет МГУ в 1951 году.

## Научная деятельность
Был аспирантом философского факультета МГУ (1954). Работал заведующим философской редакцией Издательства иностранной литературы с 1954 по 1961, зав. кафедрой философского Университета Дружбы народов с 1973 по 1976, профессор МГУ с 1976 по 1981, вице-президентом Философского общества СССР с 1981 по 1986. С 1986 по 1991 — заведующий кафедрой философского Московского физико-технического института, 1991—1992 — профессор МФТИ и профессор Российского Нового Университета. Кандидатская диссертация — «Философские взгляды А. С. Пушкина» (1954). Докторская диссертация — «Философия революционного народничества» (1971). Почётный доктор Международного биографического центра Кембриджского университета. Он исследовал вопросы взаимодействия культур Руси и Запада, истории русского гуманизма и социализма (от первоначального христианства до анархизма). Разработал понятие «история русской социальной мысли», в которое вошли категории «идеал», «потребности», «солидарность», «теория факторов», «теория личности». В трудах Малинина предлагается концепция истории социального утопизма, революционного и либерального народничества, славянофильства и религиозного философствования в России; разрабатывается история гегельянства в Западной Европе и России и феномен антигегельянства; исследуются философские взгляды Пушкина, Хомякова, Киреевского, Соловьёва, Чаадаева, Чернышевского, Лаврова, Михайловского, Грамши, Бухарина.

## Избранные публикации
1. Коллективный сборник «Против современных фальсификаторов истории русской философии». Под общей редакцией И. Я. Щипанова, при участии В. А. Малинин, П. С. Шкуринов, Г. С. Васецкий, В. С. Панова, З. В. Смирнова и др.2[2].
2. Диалектика Гегеля и антигегельянство [Текст] / В. А. Малинин. — М. : Мысль, 1983. — 240 с. — Библиогр.: с. 235—239. — 0.85 р.
3. История русского утопического социализма [Текст] : от зарождения до 60-х годов XIX в.: учебное пособие для ун-тов / В. А. Малинин. — М. : Высшая школа, 1977. — 240 с. — 0.75 р.
4. Философия революционного народничества [Текст] / В. А. Малинин ; Акад. наук СССР. — М. : Наука, 1972. — 340 с. — Имен. указ.: с. 335—338. — 1.37 р.
5. Кандидатская диссертация — «Философские взгляды А. С. Пушкина» (1954).
6. Докторская диссертация — «Философия революционного народничества» (1971)[3].